# Komplex fråga
En komplex fråga (plurium interrogationum), retorisk rävsax eller ledande fråga (presupposition) är en typ av argumentationsfel som innebär att den som ställer en fråga försöker lura respondenten i en fälla genom att inkludera en kontroversiell premiss eller ett orättfärdigt antagande av skuld. Ett vanligt exempel är frågan "Har du slutat slå din fru?".

## Argumentationsfelet
En komplex fråga ställer den tillfrågade i dålig dager oavsett vilket svarsalternativ denne väljer. I exemplet "har du slutat slå din fru?" etablerar antagandet att den tillfrågade tidigare har slagit sin fru. Komplexa frågor förekommer ofta även utan beräknad avsikt, till exempel då en person utbrister "Varför kan du aldrig komma i tid?" när han egentligen menar "Varför har det flera gånger hänt att du inte kommer i tid?" eller kanske "Varför kom du inte i tid i dag?"
Komplexa frågor kan användas som ett retoriskt grepp för att inskränka svaren till sådana som tjänar frågeställarens agenda.
Argumentationsfelet är beroende av kontext för sin effekt, då det faktum att frågan antar något i sig inte innebär ett argumentationsfel. Enbart när några av antagandena inte nödvändigtvis får medhåll från den tillfrågade blir frågan ett argumentationsfel. Samma fråga kan alltså vara en komplex fråga i ett sammanhang, men rättfärdigad i ett annat, till exempel om man ställer frågan till en person som tidigare dömts för att ha misshandlat sin fru.

### Försvar
Ett vanligt sätt att bemöta komplexa frågor är att inte besvara dem (t.ex. med ett enkelt "ja" eller "nej"), utan istället utmana antagandet som ligger bakom frågan. För att fortsätta det tidigare exemplet kan ett svar på frågan "Har du slutat slå din fru?" vara "Jag har aldrig slagit min fru". Detta svar eliminerar tveksamheten i det förväntade svaret, vilket motverkar taktiken. Personer som ställer komplexa frågor kan dock i sin tur anklaga personen för att inte besvara frågan.

## Historiska exempel
Den tidigare amerikanska utrikesministern Madeleine Albright hävdar att hon har besvarat, när hon skulle ha utmanat, en komplex fråga i programmet 60 Minutes den 12 maj 1996. Lesley Stahl frågade, med hänvisning till FN:s sanktioner mot Irak, "Vi har hört att en halv miljon barn har dött. Jag menar, det är fler barn än de som dog i Hiroshima. Och, du vet, är det värt det?". Albright svarade då "Jag tror det är ett väldigt svårt val, men det är, tror vi, värt det."
Hon skrev senare detta svar:

Jag måste ha varit galen; jag skulle ha besvarat frågan genom att strukturera om den och poängtera problemen med antagandena bakom den. … Så fort jag hade talat så önskade jag att jag kunde frysa tiden och ta tillbaka de orden. Mitt svar var ett fruktansvärt misstag, förhastat, klumpigt och fel. … Jag hade trillat i en fälla och sagt något jag helt enkelt inte menade. Det är ingens fel utom mitt eget.